# Boleslovas
Boleslovas ist ein litauischer männlicher Vorname, abgeleitet vom polnischen Vornamen Boleslaw.

## Personen
- Boleslovas Balzukevičius (1879–1935), Bildhauer und Professor an der Universität Vilnius
- Boleslovas Jonas Masiulis (1889–1965), Jurist und Politiker

Zwischenname
- Henrikas Boleslovas Jackevičius (* 1929), Bauingenieur und Politiker, Vizeminister des Verkehrs